# I've Been Thinking About You
I've Been Thinking About You è un singolo del gruppo musicale anglo-statunitense Londonbeat, pubblicato il 4 ottobre 1990 come primo estratto dal secondo album in studio In the Blood.

## Successo commerciale
Questo singolo fu un successo mondiale, arrivando al 1º posto nelle classifiche negli Stati Uniti, in Australia e in Europa (grazie a Svizzera, Germania, Austria, Paesi Bassi, Belgio, Svezia), al 2° nel Regno Unito ed in Norvegia, al 5° in Nuova Zelanda ed all'11° in Francia.

## Cover
- La cantante statunitense Camille ha fatto una cover del brano nel 1991.
- Sempre nel 1991 la canzone è stata remixata dal DJ statunitense David Morales.

## Altri utilizzi
Un campionamento del brano è stato utilizzato nel singolo Physical degli Alcazar del 2004. Il brano è stato oggetto anche di numerosi remix. 

## Classifica

### Classifiche di fine anno
| Classifica (1990) | Posizione |
| ----------------- | --------- |
| Italia            | 7         |